# Префектура Хјого
Хјого (Јапански:兵庫県; Hyōgo-ken) је префектура у Јапану која се налази у региону Кансај на острву Хоншу. Главни град је Кобе.